# Numero di Mach
Il numero di Mach (Ma o M) è un numero adimensionale definito come il rapporto tra la velocità di flusso locale di un fluido (riferita ad un oggetto solido, quindi anche in modo equivalente la velocità dell'oggetto in moto rispetto al fluido) e la velocità del suono locale nel fluido stesso. Il nome deriva dagli studi del fisico e filosofo austriaco Ernst Mach.

## Definizione matematica
È definito come:
{\displaystyle Ma={\frac {u}{a}}={\frac {u}{\sqrt {\gamma RT}}}}
dove:
- {\displaystyle \ u} è la velocità di flusso attorno all'oggetto considerato;
- {\displaystyle \ a} è la velocità del suono nel fluido (o mezzo) considerato;
- {\displaystyle \ \gamma } è il coefficiente di dilatazione adiabatica;
- {\displaystyle \ R} è la costante specifica del gas;
- {\displaystyle \ T} è la temperatura assoluta.

## Applicazioni

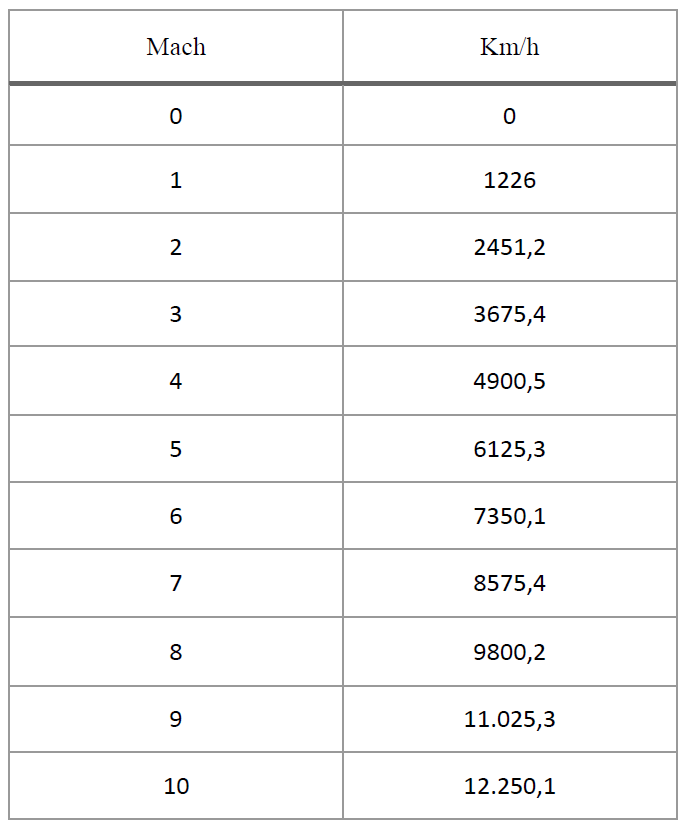
Tabella di conversione da Mach a km/h e viceversa

Il suo utilizzo è di basilare importanza in fluidodinamica e in particolare in tutte le applicazioni aeronautiche, in cui viene considerato anche come una misura della velocità macroscopica.

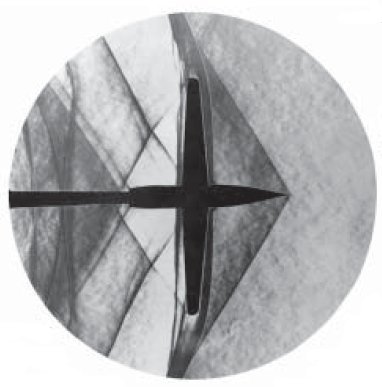
Compressione a Mach 1,2 osservata mediante strioscopia (immagine NASA).

In fluidodinamica e aerodinamica viene utilizzato per definire il tipo di moto attorno a oggetti ad alta velocità (aerei, razzi), così come nel caso di flussi interni all'interno di ugelli, diffusori o gallerie del vento.

## Interpretazione fisica
Permette di stabilire quanto siano importanti gli effetti di comprimibilità della corrente fluida in esame. Quando infatti il valore del numero di Mach è ridotto al di sotto del valore 0,3 si commette un errore trascurabile considerando il valore della densità costante.
In fisica, il numero di Mach definisce il rapporto tra una velocità macroscopica e la velocità di propagazione delle onde longitudinali nel mezzo considerato.
In ambito aeronautico, per esempio Mach = 1 (in gergo aeronautico semplicemente Mach 1) significa viaggiare a una velocità pari a quella del suono, Mach = 2 (Mach 2) al doppio della velocità del suono e così via.
Al livello del mare in condizioni di atmosfera standard (corrispondenti a una temperatura di 15 gradi Celsius), la velocità del suono è 331,6 m/s (1.193,76 km/h, o 644,58 nodi, o 1116 ft/s). La velocità rappresentata da Mach 1 non è una costante; per esempio, dipende principalmente dalla temperatura.
Poiché la velocità del suono aumenta all'aumento della temperatura ambiente, la velocità effettiva di un oggetto che viaggia a Mach 1 dipende dalla temperatura del fluido attraverso il quale l'oggetto passa. Il numero di Mach è utile perché il fluido si comporta in modo simile a un dato numero di Mach, indipendentemente da altre variabili. Quindi, un aereo che viaggia a Mach 1 a 20 °C a livello del mare sperimenterà le stesse onde d'urto di un aereo che viaggia a Mach 1 a 11.000 m a -50 °C, anche se il secondo aeromobile sta viaggiando solo all'86% della velocità del primo.

### Aerodinamica esterna
Il moto attorno ai corpi può essere classificato in sei diverse condizioni a cui corrispondono diversi comportamenti fluidodinamici, a seconda del numero di Mach locale:
| Regime subsonico incomprimibile                                  | Ma < 0,3 (0,342) |
| Regime subsonico                                                 | Ma < 1           |
| Regime transonico (corpi aerodinamici quali profili o fusoliere) | 0,8 < Ma < 1,2   |
| Regime sonico                                                    | Ma = 1           |
| Regime supersonico                                               | Ma > 1           |
| Regime ipersonico                                                | Ma > 5           |

In regime transonico, il campo di moto include sia parti subsoniche sia supersoniche. Al crescere della velocità macroscopica, il regime transonico comincia quando appare la prima zona supersonica. Nel caso di un profilo alare, questo accade generalmente sul dorso dell'ala. Il flusso supersonico può decelerare solo con un'onda d'urto normale, prima del bordo d'uscita dell'ala.
Al crescere della velocità asintotica (ovvero lontano dal corpo), la zona supersonica si estende verso il bordo d'uscita e il bordo d'attacco dell'ala. Quando la velocità macroscopica supera la condizione di Ma = 1 (muro del suono), l'onda d'urto normale raggiunge il bordo d'uscita, mentre davanti all'oggetto si crea un'ulteriore onda d'urto normale così che l'unica zona subsonica del campo di moto risulta essere una piccola zona compresa tra questa onda e il bordo d'attacco dell'ala.
Quando un aereo supera il valore di Ma = 1 nasce un'onda d'urto davanti all'oggetto, rappresentabile come una superficie di discontinuità per tutte le proprietà del fluido. Questa superficie inviluppa il corpo in una sorta di "cono" (detto cono di Mach), il cui angolo di apertura dipende essenzialmente dalla velocità del velivolo, decrescendo al crescere di questa. Questa onda può produrre il caratteristico boom sonico, udibile anche a grandi distanze. (Anche la frusta è in grado di generare un boom sonico anche se per un breve periodo di tempo).
Quando il flusso supersonico è perfettamente sviluppato, la forma del cono di Mach è più facilmente riconoscibile, e il flusso risulta essere completamente supersonico oppure (nel caso di oggetti "tozzi", quali ad esempio una capsula di rientro in atmosfera) rimane solo una piccola parte subsonica compresa tra l'onda d'urto principale e la parte anteriore dell'oggetto.
Al crescere ulteriore del numero di Mach, l'inclinazione dell'onda d'urto diventa sempre maggiore e di conseguenza il cono di Mach diventa sempre più stretto. Come il fluido attraversa l'onda d'urto, le velocità macroscopiche decrescono mentre temperatura, densità e pressione aumentano bruscamente.
Nel caso di regime ipersonico questa brusca variazione di tali grandezze può portare a fenomeni di ionizzazione e dissociazione delle molecole di gas, con inoltre raggiungimento di elevate temperature sul corpo provocate dal riscaldamento aerodinamico, che richiede quindi materiali resistenti alle alte temperature.

### Aerodinamica interna
Quando in un condotto il flusso supera il valore di Ma = 1, il comportamento del fluido cambia radicalmente.
In regime subsonico, a un restringimento della vena fluida corrisponde un incremento delle velocità macroscopica. In regime supersonico tuttavia succede esattamente l'opposto, e a un restringimento della sezione del condotto corrisponde una diminuzione della velocità macroscopica.
La conseguenza di ciò è che per far accelerare un fluido fino a velocità supersoniche deve essere previsto un ugello convergente - divergente (detto ugello de Laval), in cui la parte convergente fa accelerare il fluido fino alla condizione sonica, e la parte divergente fa continuare l'accelerazione nel campo supersonico.

### Aeronautica

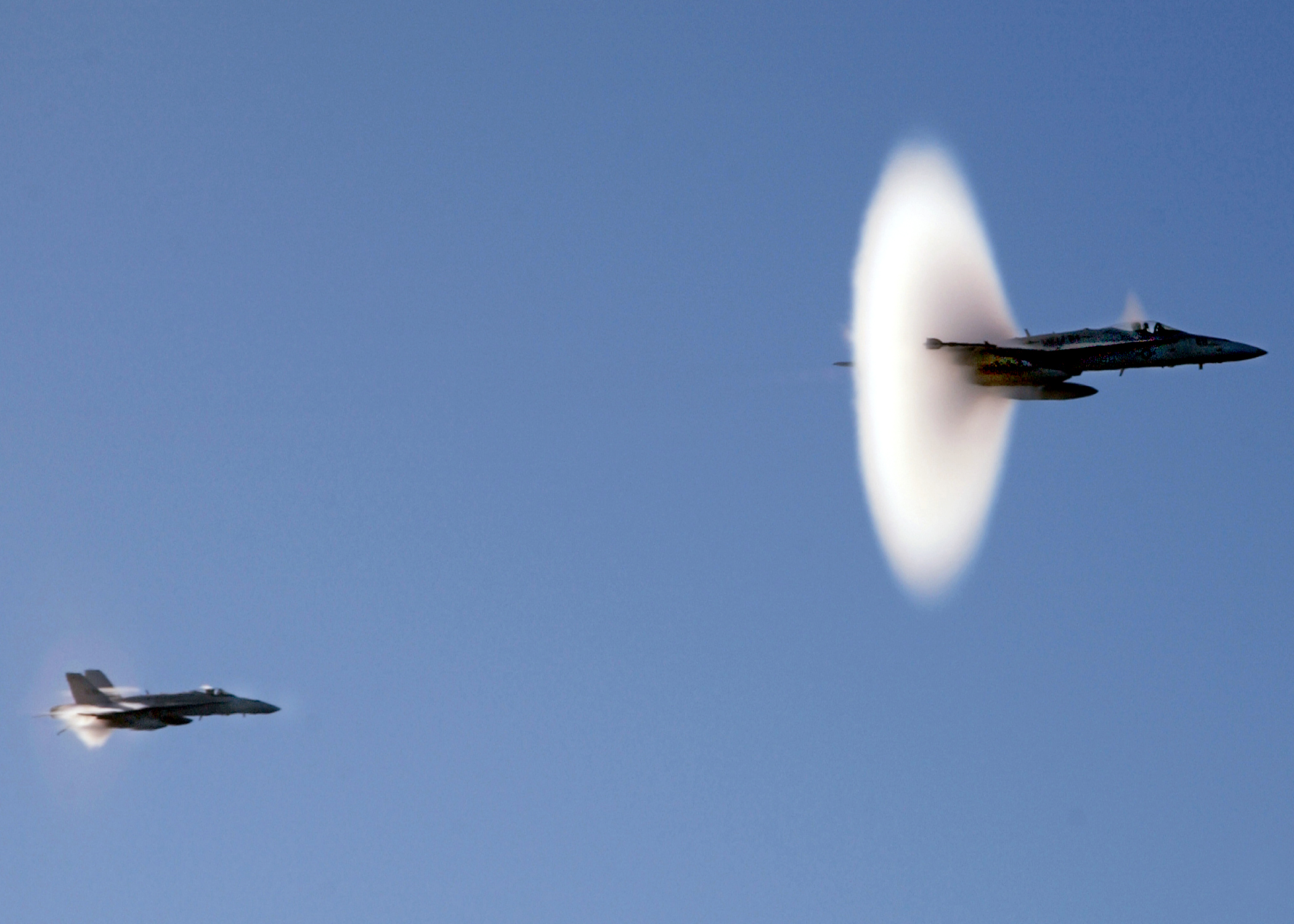
Un F-18 in volo a velocità transonica. La nuvola conica, dovuta alla condensazione dell'umidità presente nell'aria, compare a causa della brusca diminuzione di temperatura e pressione (vedasi singolarità di Prandtl-Glauert).

Come premesso, il Mach in aeronautica viene utilizzato come unità di misura della velocità macroscopica. La definizione è data considerando il numero di Mach ottenuto calcolando il rapporto tra velocità del velivolo e velocità del suono per l'aria una volta che sia fissata la quota di volo.
Il superamento della velocità del suono divenne una grossa sfida quando i motori aeronautici divennero sufficientemente potenti. Fra il 1930 e il 1940, il tentativo di superare questa velocità portò all'adeguamento delle prestazioni dei motori e della forma aerodinamica degli aeroplani.
Gli aeroplani commerciali di linea viaggiano in genere poco sotto Mach 1, mentre la maggior parte degli aerei militari possono superarlo e arrivare a volte a Mach 2 o 3. Gli unici aerei di linea a volare in regime supersonico sono stati il franco-britannico Concorde e il sovietico Tupolev Tu-144. Velocità macroscopiche fino a Mach 10 sono state raggiunte da apparecchi sperimentali o dai lanciatori spaziali e dalle navette spaziali.
A partire dalla seconda metà degli anni 2000 sono stati sviluppati sistemi d'arma la cui caratteristica fondamentale è proprio quella di volare a velocità ipersoniche.
Il primo uomo a superare in volo continuato la velocità di Mach 1 (il muro del suono) fu Chuck Yeager a bordo del Bell X-1, il 14 ottobre 1947.